# Sân bay Hasvik
Sân bay Hasvik (tiếng Na Uy: Hasvik Lufthavn) (IATA: HAA, ICAO: ENHK) là một sân bay khu vực phục vụ Hasvik ở Finnmark, Na Uy. Năm 2005, sân bay Hasvik đã phục vụ 4.579 lượt khách, là sân bay nhỏ thứ hai do Avinor vận hành.
Hãng Widerøe cung cấp dịch vụ với máy bay Dash 8 nối với các cộng đồng Tromsø và Hammerfest.

## Các hãng hàng không và tuyến bay
- Widerøe (Hammerfest, Tromsø)